# جزیره شیخ کرامه
جزیره شیخ کرامه، شیخ الکرامه یا شیخ کرام یکی از جزیره‌های غیرمسکونی ایرانی خلیج فارس در آب‌های ساحلی بخش بردخون از شهرستان دیر در استان بوشهر دانسته شده‌است. 
از مستندات بر می‌آید که با مختصات N275450_E512642 در مدخل و میانه خلیج تهمادون و شمال شرق جزیره تهمادون باشد.
منابع و مستندات دربارهٔ آن متناقض است بعضی منابع با توصیفاتی تنها به آن اشاره دارد و بعضی مشخصات با بعضی جزایر دیگر بنحوی همسانی دارد که گویی نام دیگر آن جزیره است و بعضی منابع هم آن را نام یکی دیگر از جزایر می داند.

## مستندات
بعلت شفاف نبودن واقعیتها دربارهٔ عنوان این جزیره جهت بررسی بهتر در اینجا مطالب به‌طور مجزا از منابع ذکر می‌شود:
- از دیدگاه کارشناسان محیط زیست استان بوشهر و در کتاب تنوع زیستی منطقه حفاظت شده مند که منبعی نسبتا معتبر است جزیره شیخ کرامه همان جزیره نخیلو است.[۱][۲]

- وب سایت سازمان بنادر و دریانوردی که نیز وبگاهی نسبتا معتبر است؛ اجمالاً شیخ کرامه را جزیره ای مستقل و در شمار جزایر کوچک (با مساحت کمتر از یک کیلومتر در زمان مد) این منطقه دانسته‌است.[۳]

- وبگاه دایو پرشیا آورده‌است:این جزیره در ۲ کیلومتری راًس ام‌الکرامه است؛ به دلیل جزر و مد آب آن را فرا می‌گیرد.[۴]

- وبگاه کویرها و بیابان‌های ایران آورده‌است: «این جزیره در موقعیت جغرافیایی N275203 E512706 قرار دارد. جزیره شیخ الکرامه از جزیره‌های غیر مسکونی ایرانی در خلیج فارس است. این جزیره در استان بوشهر قرار دارد. این جزیره در ۲ کیلومتری راس ام الکرامه است؛ به دلیل جزر و مد آب آن را فرا می گیرد. این جزیره شکلی شبیه به مثلث دارد که ارتفاع این مثلث ۹.۲ کیلومتر و قاعده آن ۳.۵ کیلومتر است. نزدیکترین فاصله جزیره تا ساحل در حدود ۲۰۰ متر و دورترین فاصله آن در حدود ۲ کیلومتر است. این جزیره در نزدیکی روستای زیدان از توابع بردخون قرار دارد.»[۵]

- همچنین بعلت تشابه نام ممکنست جزئی از جزیره ام‌الکرم یا اشاره به آن بوده باشد.

- از سویی برای مستقل بودن این جزیره یک گزینه باقی است و آن جزیره ای در مدخل و میانه خلیج تهمادو است که با بعضی مستندات هماهنگی دارد و این قابل بررسی بیشتر است.